# 納戈爾諾-卡拉巴赫
納戈爾諾-卡拉巴赫（含义均为“高地卡拉巴赫”），中文简称纳卡，是位於南高加索的一個內陸地區，介於低地卡拉巴赫與贊格祖爾之間，包含小高加索山脈的東南支脈。該地區多屬山地與森林。
納戈爾諾卡拉巴赫現已由亞塞拜然統治，國際上通常認為該地屬於亞塞拜然的一部分，但在1991年至2020年期間，大部分地區由亞美尼亞人成立的阿尔察赫共和国所統治。該國是以前的阿塞拜疆苏维埃社会主义共和国時期納戈爾諾-卡拉巴赫自治州範圍為基礎所建立，實質獨立但尚未被普遍承認。自1988年卡拉巴赫運動發生起，阿塞拜疆就無法對該地區行使政權。1994年第一次納戈爾諾-卡拉巴赫戰爭結束以後，在歐洲安全與合作組織明斯克小組的調停下，亞美尼亞與阿塞拜疆政府代表已經針對該地區的爭議狀態舉行過多次和平會談。
該地區範圍通常被視為等同於前納戈爾諾-卡拉巴赫自治州行政區邊界，涵蓋面積約4,400平方公里。然而歷史上的該地區面積，則涵蓋約8,223平方公里。
2023年9月19日，納戈爾諾-卡拉巴赫衝突再次爆發；阿塞拜疆控制局勢，結束當地亞美尼亞裔自治時期，阿爾察赫共和國總統宣布2024年1月1日解散所有國家機構，大批亞美尼亞裔人逃往亞美尼亞。

## 歷史

### 古代與中世紀早期

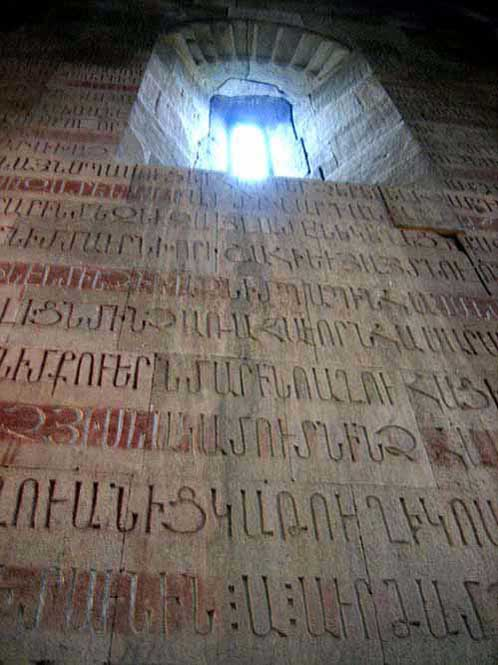
位于该地的甘扎萨尔修道院内的亚美尼亚文字墙刻

納戈爾諾-卡拉巴赫所在地區古代曾存在庫拉-阿拉斯文化，他們生活於庫拉河與阿拉斯河之間。
當時該地區的人口組成包含多種原住民與移民部落，他們大部分都不屬於印歐民族。依據主流的西方理論，這些民族大約在西元前第4至第2世紀被亞美尼亞統治，並與來到此地的亞美尼亞人互相通婚。其他學者則認為亞美尼亞人早在西元前第7世紀便已移居此地。

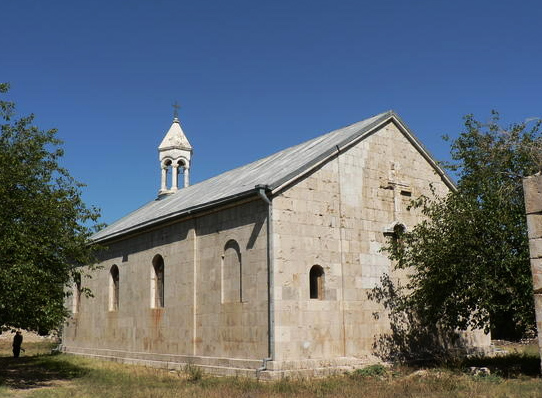
阿馬拉斯修道院，由啟蒙者聖格列高利興建於第4世紀。在第5世紀，亞美尼亞字母發明人聖梅斯羅布在此創建使用這種文字的第一所學校

大約在西元前180年，阿爾察赫成為亞美尼亞王國的15個行省之一，並維持至第4世紀。阿爾察赫雖然名義上維持行省狀態，但實際上可能形成一個自主的公國——就像休尼克州一樣。其他理論則主張阿爾察赫是一塊官地，直屬於亞美尼亞國王。亞美尼亞國王提格蘭大帝（公元前91年－55年在位）在阿爾察赫建立了以他的名字命名——提格蘭納克特——的四座城市之一。古代提格蘭納克特遺跡座落於今首府斯捷潘奈克特東北方48公里處，有一群國際學者在此進行研究。
公元387年，亞美尼亞被拜占庭與薩珊波斯分割之後，阿爾察赫與烏提克兩個亞美尼亞行省被高加索阿爾巴尼亞王國接收，該國隨後也被亞美尼亞人的強勢宗教與文化所影響。在此時期，阿爾察赫與烏提克的人口由亞美尼亞人及多個亞美尼亞化的部族所維成。
亞美尼亞文化與文明在中世紀早期的納戈爾諾-卡拉巴赫興盛發展。在第5世紀，有史以來第一所亞美尼亞學校在亞美尼亞字母發明人聖梅斯羅布的努力下，於今日納戈爾諾-卡拉巴赫的阿馬拉斯修道院開幕。聖梅斯羅布積極地在阿爾察赫與烏提克宣揚福音。整體而言，梅斯羅布在阿爾察赫與烏提克完成三次旅行，最遠到達大高加索山腳下的異教徒地區。第7世紀的亞美尼亞語言學與文法學家在他的作品裡描述阿爾察赫的亞美尼亞人有其自己的方言，並鼓勵他的讀者去學習。同樣在第7世紀，亞美尼亞詩人達夫塔克·克托赫寫下他的作品《茱恩雪太子之死輓歌》，其中每一節都依序以一個亞美尼亞字母作開頭。高加索阿爾巴尼亞王國唯一的一部綜合歷史書是由歷史學家莫夫西斯·卡漢卡特瓦齊以亞美尼亞文字寫成。

### 中世紀中期

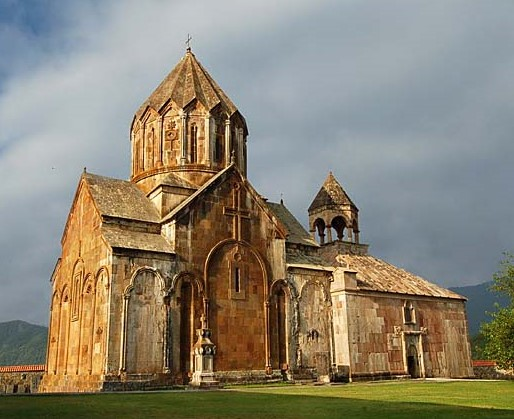
甘查沙修道院完工於1238年

在第7與第8世紀，該地區由哈里發國認可的地方官員治理。821年，亞美尼亞王子沙爾·孫巴提安在阿爾察赫帶領反叛，建立了卡臣王朝。該王朝將阿爾察赫當成哈琴公国統治，並延續到19世紀初期。到了1000年，卡臣王朝宣佈成立阿爾察赫王國，並由約翰·西尼切里布擔任首任統治者。剛開始，位於阿爾察赫南部的迪扎克也成立一個王國，由古阿蘭夏希克王朝統治，該王朝延伸自最早的高加索阿爾巴尼亞國王的血統。1261年，迪扎克最後一位國王的女兒與阿爾察赫國王哈桑贾拉勒·道拉結婚後，兩國合併成一個國家。從此阿爾察赫繼續維持一個實質獨立的公國。

### 中世紀末期

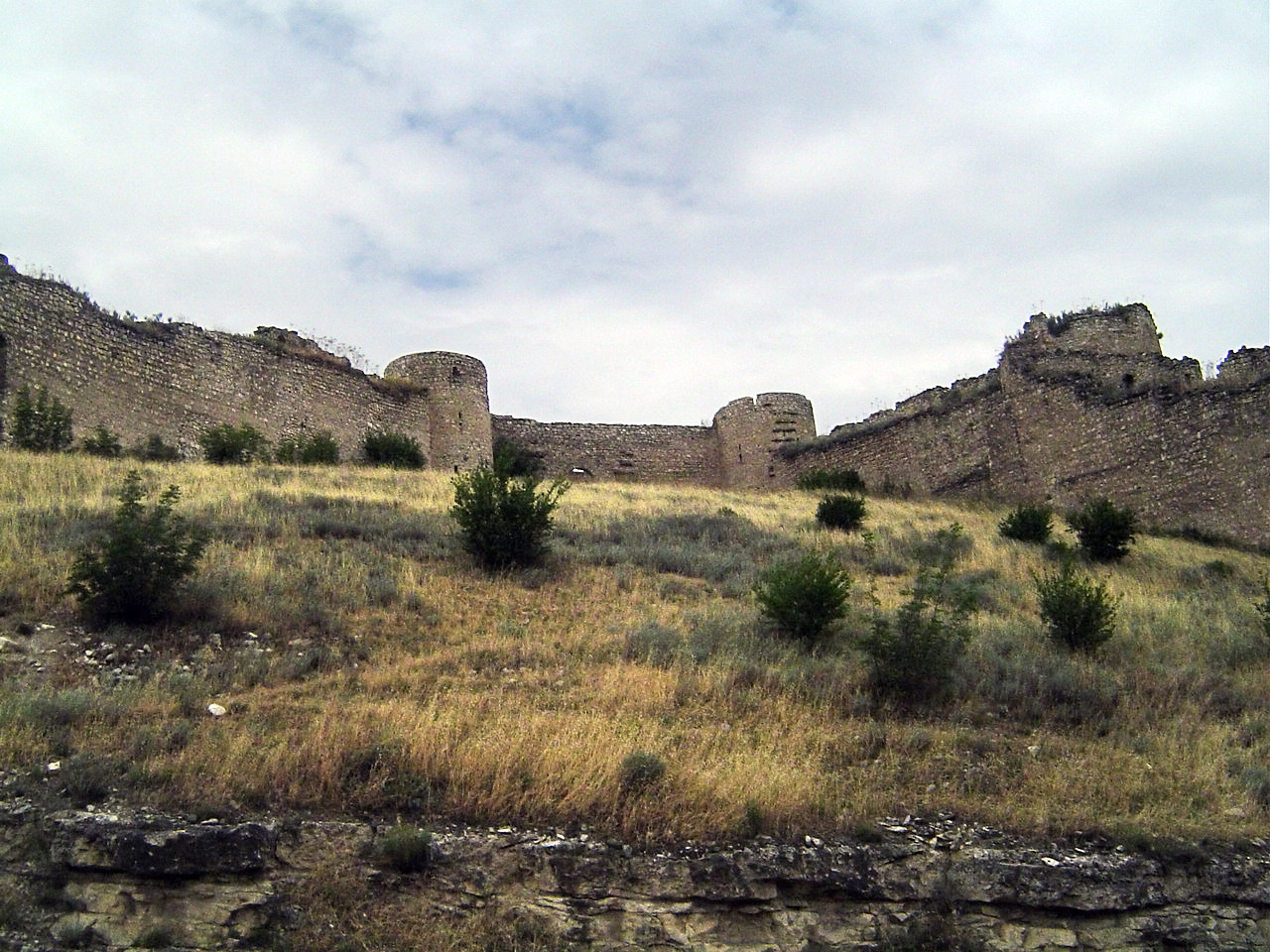
阿斯克蘭堡壘，由卡拉巴赫汗國統治者帕那·阿里汗創建於18世紀

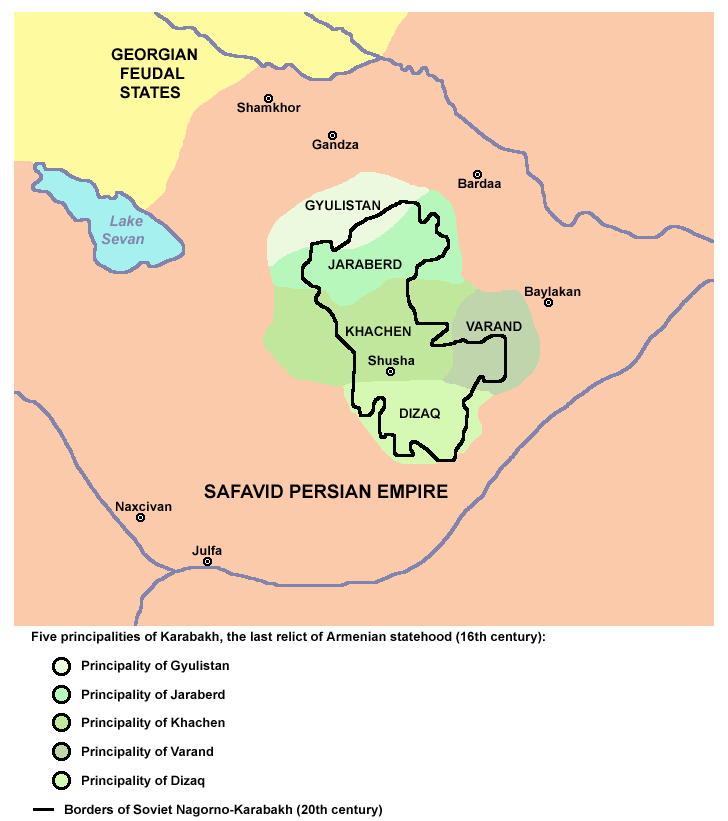
卡拉巴赫半獨立「五公國」（奎里斯坦、吉拉伯德、卡臣、瓦蘭達與迪扎克），普遍被視為亞美尼亞最後存留的國家體制（15至19世紀）

在15世紀，卡拉巴赫地區臣屬於先後由黑羊王朝與白羊王朝的突厥人部落聯盟統治的國家。土庫曼人貴族賈漢沙（1437－67年）將上卡拉巴赫的治理權指派給當地的亞美尼亞王子們，允許一位亞美尼亞領導者整合五個貴族家系；各家系由稱為「梅里克」的王子主導。這些王朝代表早期卡臣王朝的分支，也是中世紀阿爾察赫國王的後裔。他們的土地通常被稱為「五公國」。俄羅斯帝國透過保羅一世於1799年6月2日發出的文件承認五位王子在他們的領域的主權狀態。
伊朗人國王納迪爾沙賦予這幾位亞美尼亞王子行使最高權力，超越臨近的亞美尼亞公國及高加索的穆斯林汗國的規格，以作為王子們在1720年代對抗鄂圖曼土耳其人入侵時獲勝的回報。卡拉巴赫的這五個公國是由亞美尼亞人家族統治，並獲得「梅里克」（王子）的頭銜。包括：
- 奎里斯坦公國：由梅里克-貝格拉里安家族領導
- 吉拉伯德公國：由梅里克-伊斯雷里安家族領導
- 卡臣（英语：Principality of Khachen）公國：由哈森-賈拉里安（英语：House of Hasan-Jalalyan）家族領導
- 瓦蘭達公國：由梅里克-沙那查里安家族領導
- 迪扎克（英语：Dizak）公國：由梅里克-阿凡尼安家族領導

這些亞美尼亞王子們維持對該地區的完整控制，直到18世紀中期為止。在18世紀初期，伊朗的納迪爾沙取走北鄰占賈諸汗的權力，以懲罰他們支援萨非王朝。在18世紀中期，由於各王子之間的內部衝突，導致他們的實力弱化，卡拉巴赫汗國因而形成。

### 現代

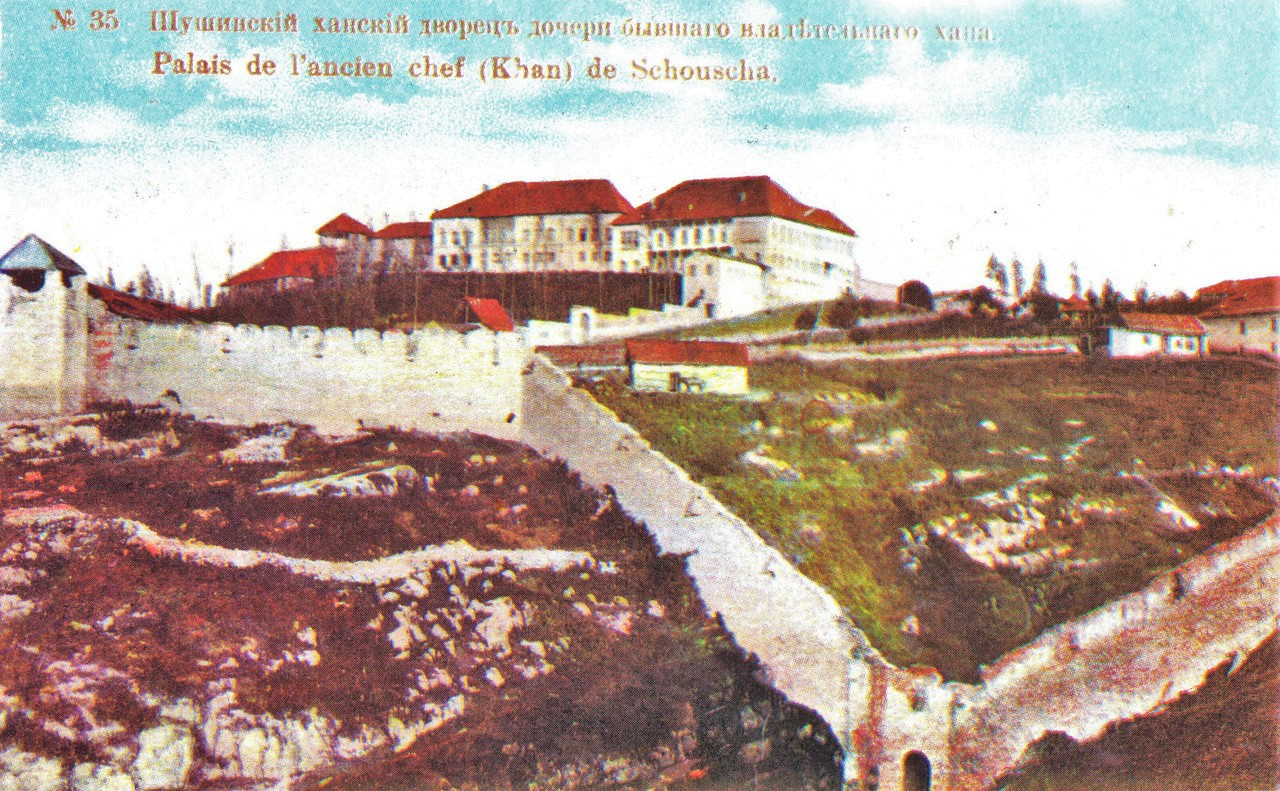
舒沙前統治者（汗）的宮殿，拍攝自19世紀末期至20世紀的明信片

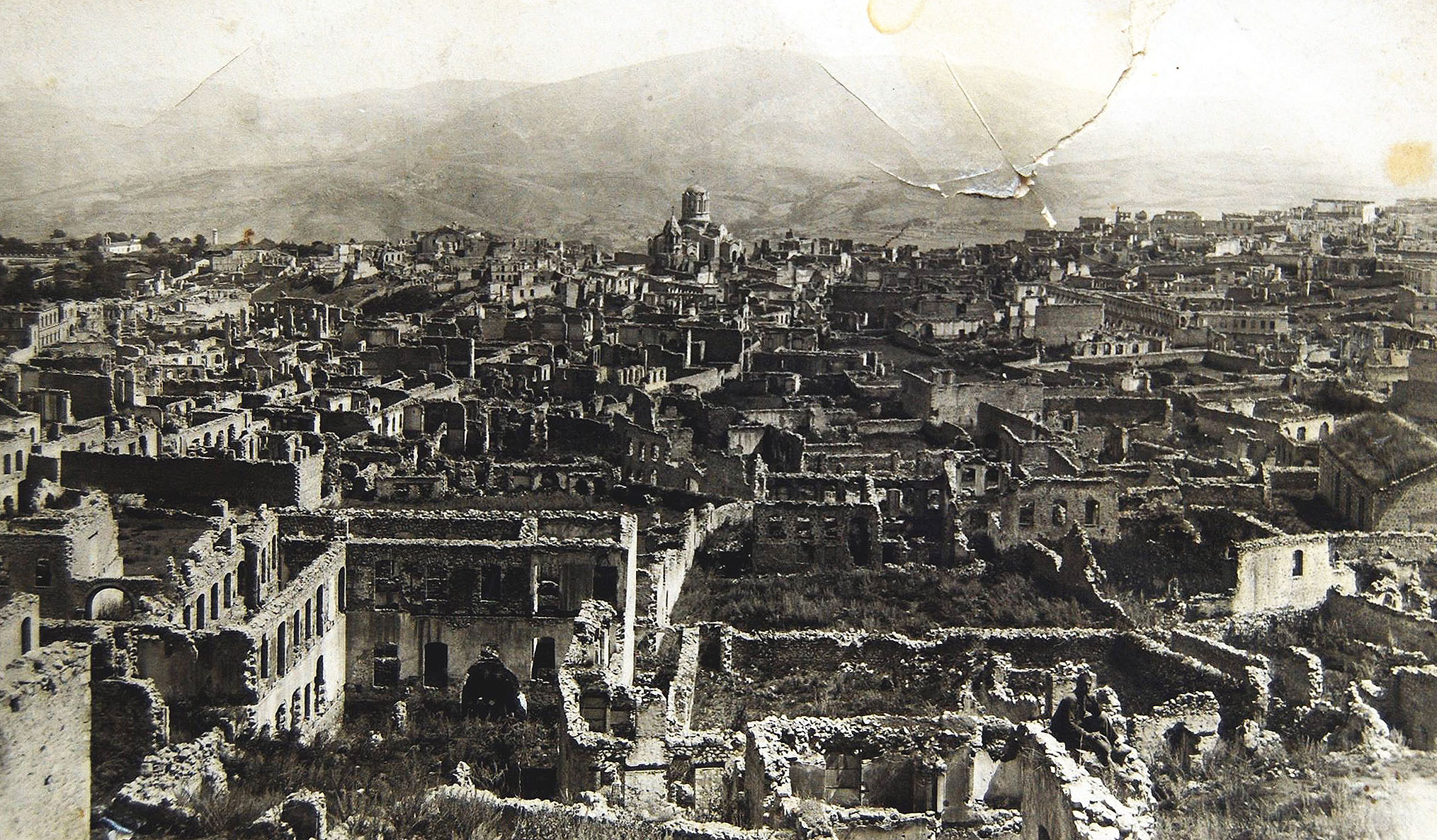
舒沙大屠殺後的景像：舒沙的亞美尼亞人居住區於1920年被亞塞拜然武裝部隊催毀，遠處為被汙損的亞美尼亞人聖救主主教座堂

1805年，卡拉巴赫的伊布拉希姆·哈里汗與代表沙皇亞歷山大一世的帕維爾·齊賈諾夫將軍簽訂庫瑞克卻條約，卡拉巴赫變成俄羅斯帝國的保護國。據此條約，俄羅斯君主承諾伊布拉希姆·哈里汗及其後裔為該地區唯一的世襲統治者。然而，此一新局面直到俄羅斯-波斯戰爭結束後才被確認，戰敗的波斯經由1813年簽訂的古力斯坦條約正式將卡拉巴赫割讓給俄羅斯帝國。外高加索的其餘部分則在俄羅斯-波斯戰爭結束後，於1828年的土克曼卻條約條約併入俄羅斯帝國。
1822年，也就是由伊朗轉手俄羅斯控制的9年後，卡拉巴赫汗國被分割，該地區變成俄羅斯帝國伊莉莎白波爾省的一部分。在卡拉巴赫汗國轉移至俄羅斯之後，許多亞塞拜然裔穆斯林家庭移民至波斯，同時也有許多亞美尼亞人被俄羅斯政府引誘而從波斯移民至卡拉巴赫。

### 蘇維埃時期

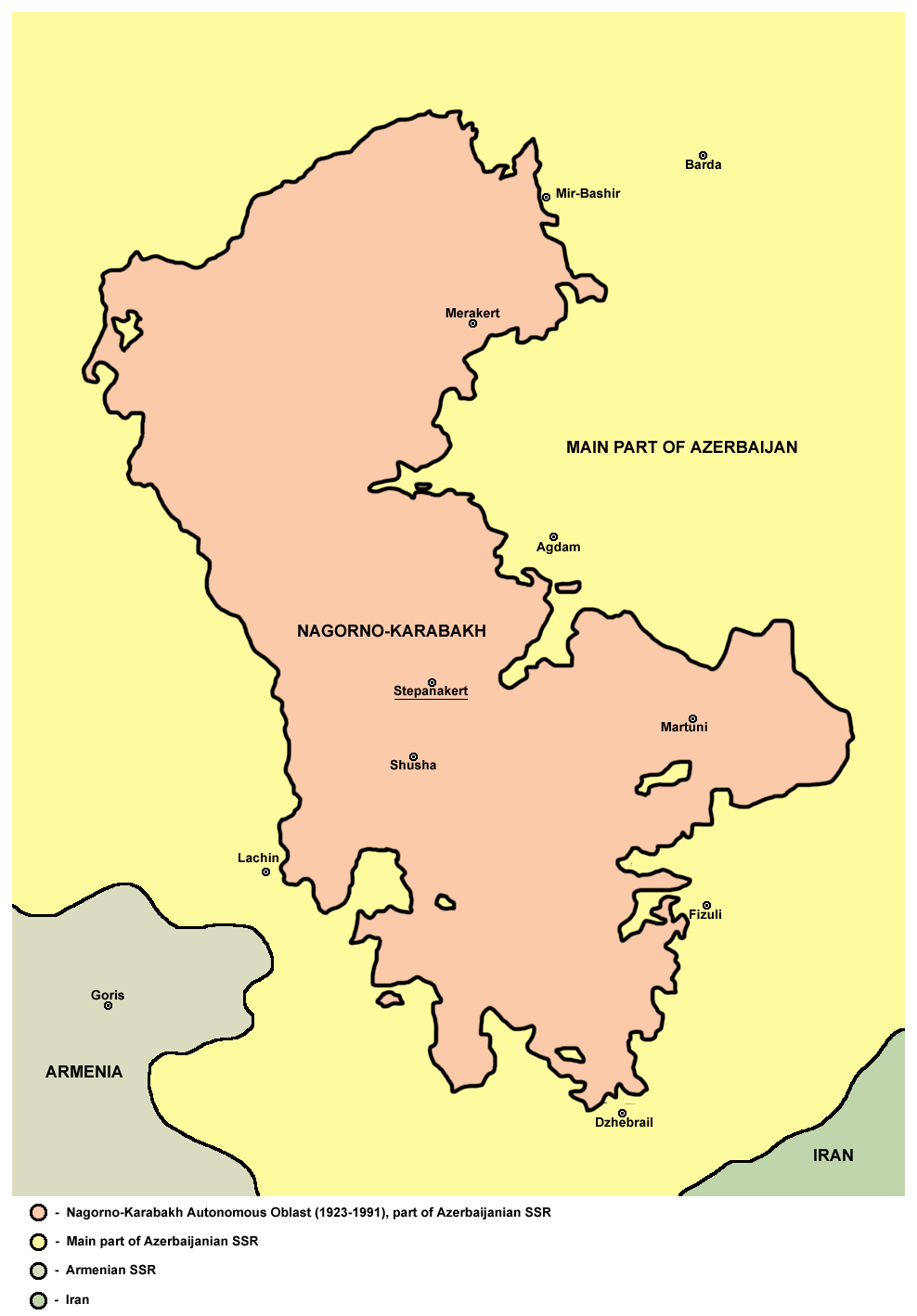
蘇維埃時期的納戈爾諾-卡拉巴赫自治州

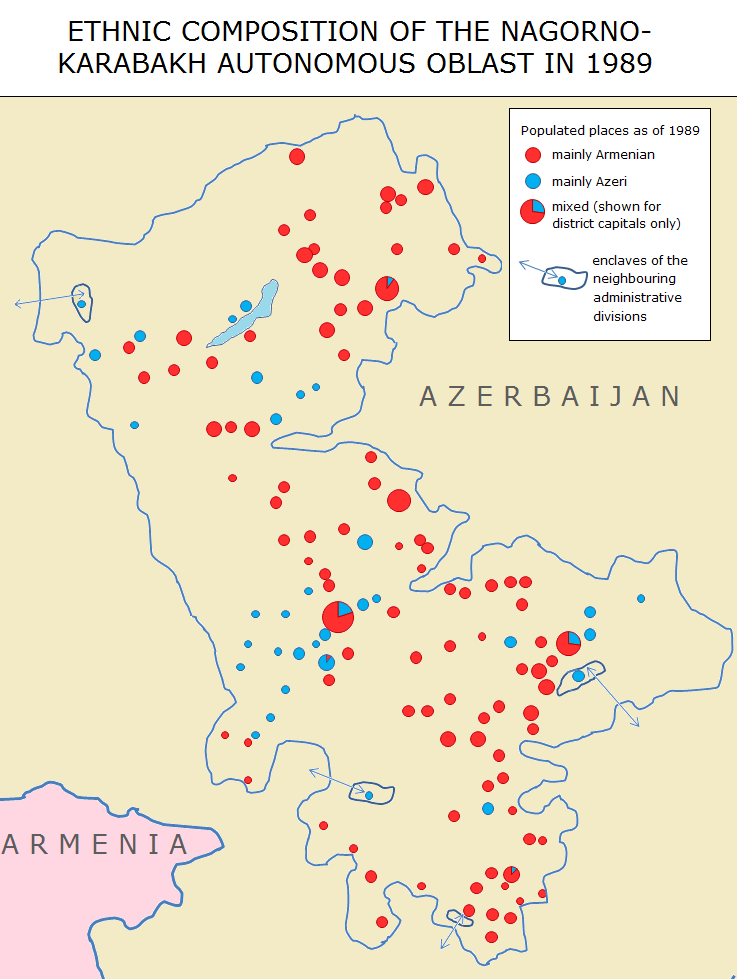
蘇維埃時期末期的納戈爾諾-卡拉巴赫民族構成

今日納戈爾諾-卡拉巴赫的衝突根源於外高加索在蘇維埃化過程中，約瑟夫·史達林與高加索局所作的決策。1920年代早期，史達林是苏俄民族事務人民委員部主席。該政府機構創建了高加索局。1917年俄國革命之後，卡拉巴赫變成外高加索民主聯邦共和國的一部分，但該共和國很快分解為亞美尼亞人、亞塞拜然人及喬治亞人各自的國家。在接下來的兩年（1918–1920）裡，亞美尼亞與亞塞拜然在包括卡拉巴赫的好幾個地區發生一連串小型的戰爭。1918年7月，納戈爾諾-卡拉巴赫的第一亞美尼亞人議會宣佈該地區自治，並成立國會與政府。不久，鄂圖曼軍隊進入卡拉巴赫，遭到亞美尼亞人的武力反抗。
第一次世界大戰鄂圖曼帝國戰敗後，英國軍隊佔領卡拉巴赫。英軍司令部暫時承認柯斯洛夫·貝·蘇爾坦諾夫（由亞塞拜然人政府任命）為卡拉巴赫與贊格祖爾的政府首長，擱置巴黎和會最終的決定。該項決定遭受卡拉巴赫亞美尼亞人的反對。1920年2月，卡拉巴赫國會初步同意亞塞拜然的司法權，然而卡拉巴赫的其他亞美尼亞人持續進行游擊作戰，未曾接受該項協議。該協議很快地在第九次卡拉巴赫議會裡被廢除，並宣告同年4月與亞美尼亞合併。
1920年4月，正當亞塞拜然軍隊被封鎖在卡拉巴赫以對抗當地的亞美尼亞武裝勢力之際，亞塞拜然已被布爾什維克接管。1920年8月10日，亞美尼亞與布爾什維克簽訂初步協議，同意在最終解決方案達成之前，由一個暫時的布爾什維克佔領此地區。1921年，亞美尼亞與喬治亞也相繼由布爾什維克接管。為了吸引民眾支持，該派系承諾將卡拉巴赫、納希切萬與贊格祖爾（分隔納希切萬與亞塞拜然的長條狀土地）分配給亞美尼亞。然而，蘇聯對土耳其也有長遠的規劃，希望藉由他們的幫助，發展一條共產主義安全線。為了安撫土耳其，蘇聯同意一個分割方案：將贊格祖爾將納入亞美尼亞的控制，而卡拉巴赫與納希切萬則交由亞塞拜然人控制。若是土耳其沒有意見，史達林也有可能將卡拉巴赫交由亞美尼亞人控制。最後，納戈爾諾-卡拉巴赫自治州於1923年7月7日在亞塞拜然蘇維埃社會主義共和國之下建立。
由於蘇聯的嚴密控制，該地區的衝突消失了數十年。1980年代末期至1990年代初期，由於蘇聯開始瓦解，納戈爾諾-卡拉巴赫的問題再度浮現。因為抗議亞塞拜然蘇維埃社會主義共和國推動強迫該地區亞塞拜然化，居多數的亞美尼亞人在亞美尼亞蘇維埃社會主義共和國的精神與物資支援下，發起一項將自治州轉移至亞美尼亞蘇維埃社會主義共和國的社會運動。為了能納入亞美尼亞人村落，並儘可能排除亞塞拜然人村落，州界被重劃。重劃後的行政區確保亞美尼亞人能過半數。1987年8月，卡拉巴赫亞美尼亞人向莫斯科提交一份要求與亞美尼亞統一的請願書，上面有數萬人的簽名。

### 戰爭與分離

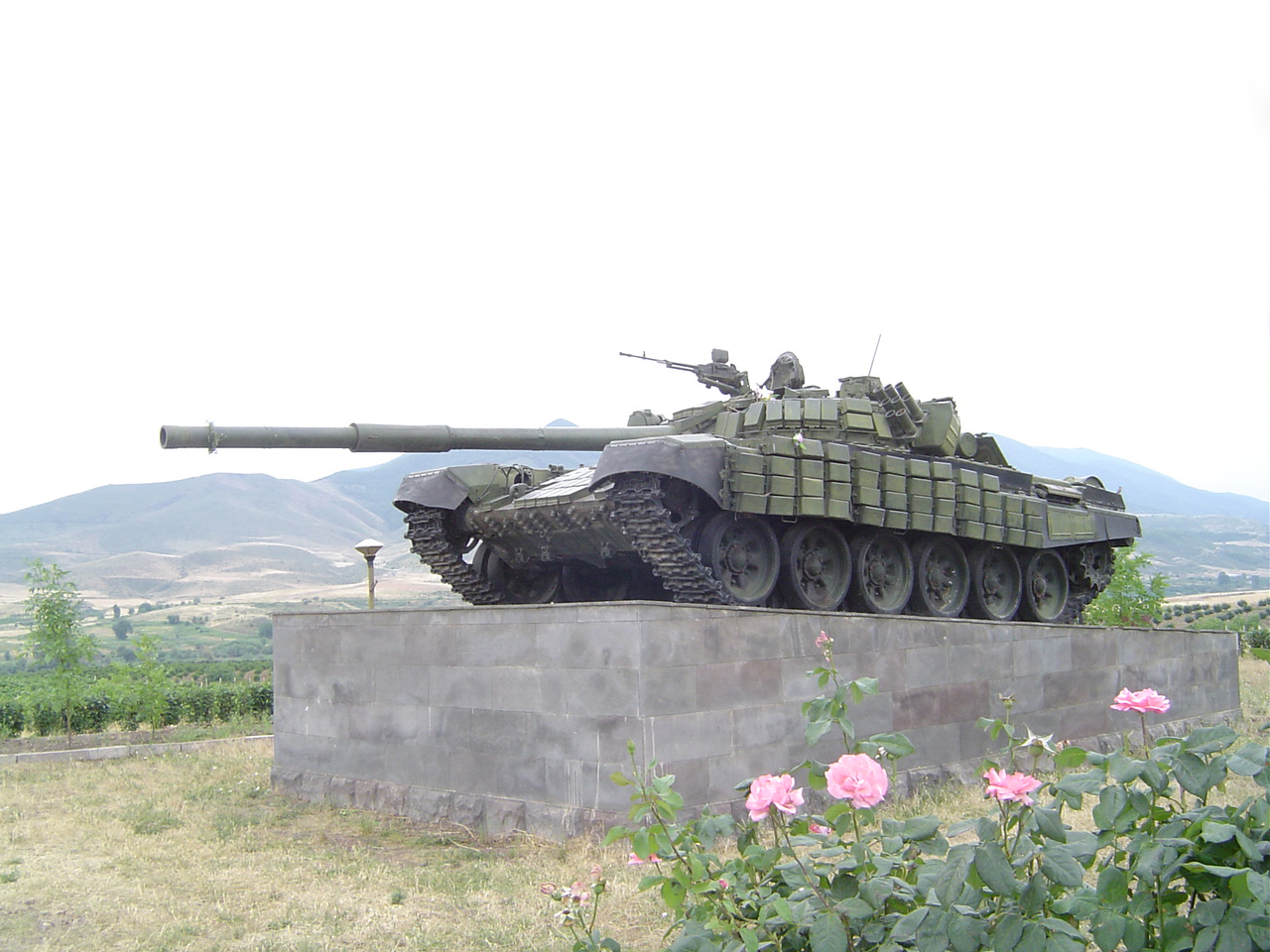
一部修復的亞美尼亞T-72，在攻擊阿斯凱蘭的亞塞拜然陣地後損毀退役，現置於斯捷潘納克特郊外的戰爭紀念館

1988年2月13日，卡拉巴赫亞美尼亞人開始在他們的首府斯捷潘奈克特舉行示威，支持與亞美尼亞共和國統一。六天後，葉里溫舉行大遊行加入聲援。2月20日，卡拉巴赫的人民代表蘇維埃舉行投票，以110票對17票要求該地區轉移給亞美尼亞。這個地區性蘇維埃史無前例的行動，在斯捷潘納克特與葉爾溫分別引發數萬人的遊行示威，但莫斯科否決亞美尼亞人的請求。2月22日，一大群亞塞拜然人由阿格達姆區前往阿斯克蘭的亞美尼亞聚居市鎮遊行示威時，發生了第一次的直接對抗，而且「沿途大肆破壞」。亞塞拜然人與阿斯克蘭附近的警察對抗，惡化成為阿斯克蘭衝突，導致兩位亞塞拜然人死亡，其中一位據報導是被一位亞塞拜然警官殺死，另外還有50名亞美尼亞人村民與未知數目的亞塞拜然人與警察受傷。當針對各自區域內的少數人口開始出現暴力行為後，大量難民離開了亞美尼亞與亞塞拜然。
1989年11月29日，蘇聯中央政府對納戈爾諾-卡拉巴赫的直轄統治結束，該地區回歸到亞塞拜然的治理下。然而，蘇維埃的政策失敗，亞美尼亞最高蘇維埃與納戈爾諾-卡拉巴赫議會宣佈納戈爾諾-卡拉巴赫與亞美尼亞統一。在1989年，納戈爾諾-卡拉巴赫擁有192,000的人口。當然人口數中有76%的亞美尼亞人，23%的亞塞拜然人，以及少數的俄羅斯人與庫爾德人。1991年11月26日，亞塞拜然廢除納戈爾諾-卡拉巴赫自治州，重新調整行政區劃，將該地區改置於亞塞拜然的直接控制之下。
1991年12月10日，在一場遭到當地亞塞拜然人抵制的公民投票中，納戈爾諾-卡拉巴赫的亞美尼亞人同意創建一個獨立的國家。雙方都不滿意一個留在亞塞拜然內而加強納戈爾諾-卡拉巴赫自治權的蘇維埃提案，隨後一場全面性的戰爭在亞塞拜然與納戈爾諾-卡拉巴赫之間爆發，而後者獲得來自亞美尼亞的支援。依據亞美尼亞前總統列翁·特爾-彼得羅相的說法，卡拉巴赫的領導權達到最大化，而且「他們認為他們可以得到更多。」
在1991年亞美尼亞與亞塞拜然同時從蘇聯獲得獨立之後，納戈爾諾-卡拉巴赫的對立逐步升級。在後蘇聯時期的權力真空狀態下，亞塞拜然與亞美尼亞的軍事行動受到俄羅斯聯邦軍隊的重大影響。而且，亞美尼亞與亞塞拜然雙方的軍隊裡都有大量來自烏克蘭與俄羅斯的傭兵。有多達一千名的阿富汗聖戰士加入亞塞拜然陣營參與作戰。也有車臣戰士為亞塞拜然作戰，而亞美尼亞一方則有由俄羅斯提供的火砲與坦克。許多亞塞拜然方面的倖存者發現亞塞拜然其他部分設有12個難民營，以收容因為納戈爾諾-卡拉巴赫戰爭而快速成長的逃離家園者。
到了1993年底，這場衝突已經導致數千名軍人傷亡，並在雙方各創造出數十萬名難民。到了1994年5月，亞美尼亞人控制了14%的亞塞拜然領土。在那個階段，亞塞拜然政府自衝突發生以來首次承認納戈爾諾-卡拉巴赫為戰爭的第三方，並開始與卡拉巴赫當局直接談判。透過俄羅斯的調停，終於在1994年5月12日達成停火協議。

### 1994年停火以後

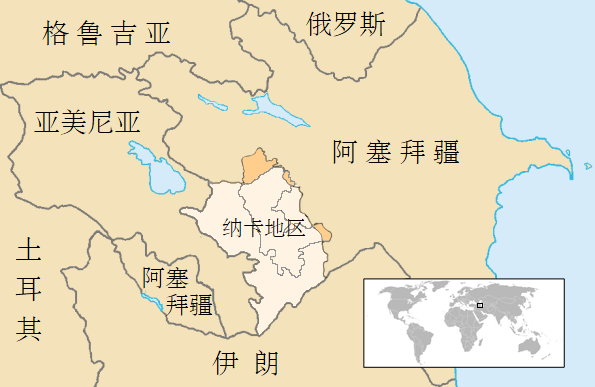
比斯凱克協定之後的衝突最後邊界。納戈爾諾-卡拉巴赫的亞美尼亞人部隊控制前納戈爾諾-卡拉巴赫自治州以外幾乎9%的亞塞拜然領土，而亞塞拜然部隊則控制沙胡米安與馬爾塔克爾特、馬爾圖尼區的東部

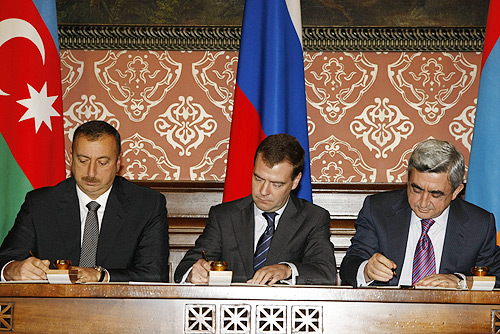
2008年11月2日，伊利哈姆·阿利耶夫、迪米悌·梅德維傑夫和謝爾日·薩爾基相這三位國家領導人一起在莫斯科進行

儘管已經停火，因為亞美尼亞與亞塞拜然軍人之間的武裝衝突而死亡者仍然持續發生。2005年1月25日，歐洲理事會議會大會（PACE）通過PACE協議1416，譴責對亞塞拜然人的種族清洗。2007年5月15至17日，伊斯蘭會議組織外交部長理事會第34次會議通過7/34-P號決議，將佔領亞塞拜然領土視為亞美尼亞對亞塞拜然的侵略，並承認對亞塞拜然公民的行動為侵犯人權的罪行，同時譴責破壞佔領區內的考古學、文化及宗教歷史遺跡。伊斯蘭會議組織（OIC）高峰會第11次會議於2008年3月13至14日在達卡舉行時，通過了10/11-P號決議。依據該決議，OIC成員國家譴責亞美尼亞部隊佔領亞塞拜然土地與亞美尼亞侵略亞塞拜然，聲稱對亞塞拜然人進行種族清洗，並指控亞美尼亞「在所佔領的亞塞拜然領土內破壞文化遺跡」。同年3月14日，聯合國大會通過62/243號決議，「要求所有亞美尼亞部隊立即、完全與無條件從所有佔領的亞塞拜然共和國領土撤退。」2010年5月18至20日，伊斯蘭會議組織外交部長理事會第37次會議於杜尚別舉行，通過另一決議譴責亞美尼亞侵略亞塞拜然，承認對亞塞拜然公民的行動為侵犯人權的罪行，並譴責破壞佔領區內的考古學、文化及宗教遺跡。同年5月20日，歐洲議會在史特拉斯堡舉行，通過基於保加利亞議員伊夫傑尼·克里洛夫的報告所擬訂的「歐盟對南高加索政策要求」決議。該決議特別描述「納戈爾諾-卡拉巴赫周邊被佔領的亞塞拜然地區必須儘快清空」。

原納戈爾諾-卡拉巴赫自治州和阿爾察赫共和國範圍之比較

曾有多位世界領導人與亞美尼亞、亞塞拜然總統會面，但維持停火的努力仍然失敗。

#### 破壞停火
以一般準則而言，雙方都有破壞停火協議。一些主要的事件與小型衝突包括：
- 2010年2月18日違反停火（英语：2010 Nagorno-Karabakh skirmish），導致三名亞塞拜然士兵被殺，另有一名受傷。[73]2010年9月25日，聯合國秘書長潘基文支持狙擊手從接觸線撤退。[74]然而亞塞拜然國防部發言人艾爾達·薩比羅格魯中校批評：亞美尼亞軍人過去經常越過接觸線，使用機槍、衝鋒鎗與榴彈發射器對他方陣地開火，而且曾經用這些武器對付平民。[74]

- 2011年3月8日，亞塞拜然方面聲稱在納戈爾諾-卡拉巴赫境內有一名亞美尼亞國防軍狙擊兵槍殺了9歲大的法里茲·巴達洛夫。[75]巴達洛夫的死亡受到部分PACE成員（尤其是土耳其人與亞塞拜然人）在12591號書面宣告上譴責，並作簽署。[75]然而，納戈爾諾-卡拉巴赫共和國的國防部與外交部在一項聯合聲明中否認該項指控。依據該項聲明，亞美尼亞陣地與歐塔卡文德村的距離太遠，無法使用狙擊來福槍射擊到人。[76]

- 2011年9月12日，據報有一架無人飛機在納戈爾諾-卡拉巴赫共和國領空被擊落。（靠近霍賈文德區古拉布里（英语：Gülablı）村）。[77]依據亞美尼亞方面的說法，該架無人飛機是被納戈爾諾-卡拉巴赫國防軍的防空部隊擊落。
- 2015年9月25日，4名亞美尼亞人在該地區附近被亞塞拜然部隊殺死。[78]

- 2016年4月2日，阿塞拜疆和亞美尼亞部隊在有主權爭議的納戈爾諾－卡拉巴赫（納卡）地區，爆發二十多年來最激烈的戰鬥，導致一名男童及雙方最少三十人死亡。阿塞拜疆國防部周日聲稱考慮到國際社會的強烈呼籲，單方面宣布停火，但亚美尼亚則稱衝突仍持續。[79]
- 2020年9月27日，阿塞拜疆部隊向包括斯捷潘納克特在內的平民定居點發動火砲和空襲，雙方在纳戈尔诺-卡拉巴赫地区爆發戰鬥。双方冲突直到11月10日停火协议生效时结束。
- 2022年3月24日-25日，阿塞拜疆军队袭击并占领了阿尔察赫东部的Parukh村（英语：Farukh）[80]，同时，阿塞拜疆军队使用的TB-2无人机在袭击中致使三名阿尔察赫军人死亡[81]，十六人受伤[82]。26日，阿塞拜疆军队再次向阿尔察赫的东部进攻[83]。
- 2023年9月19日，纳戈尔诺-卡拉巴赫冲突爆發。[84][85][86][87][88]
- 2023年9月28日，阿尔察赫共和国總統萨姆韦尔·沙赫拉马尼扬簽署法令，宣布2024年1月1日解散所有國家機構，自1991年自我宣布獨立的納戈爾諾-卡拉巴赫共和國在建國32年後將不復存在。[89]

#### 其他
2023年5月22日，亚美尼亚总理帕希尼扬表示，亚美尼亚准备有条件承认纳卡地区是阿塞拜疆的一部分，只要生活在纳卡地区的亚美尼亚族人的安全得到保障的前提下，亚美尼亚可以承认包含纳卡地区在内的阿塞拜疆领土完整。當天夜间，阿爾察赫國民議會召开紧急会议，一致通过了一项关于不允许承认纳卡地区为阿塞拜疆领土的决议。会议还呼吁纳卡地区前任和现任领导人谴责帕希尼扬关于可能承认纳卡地区为阿塞拜疆领土的表态。

## 地理

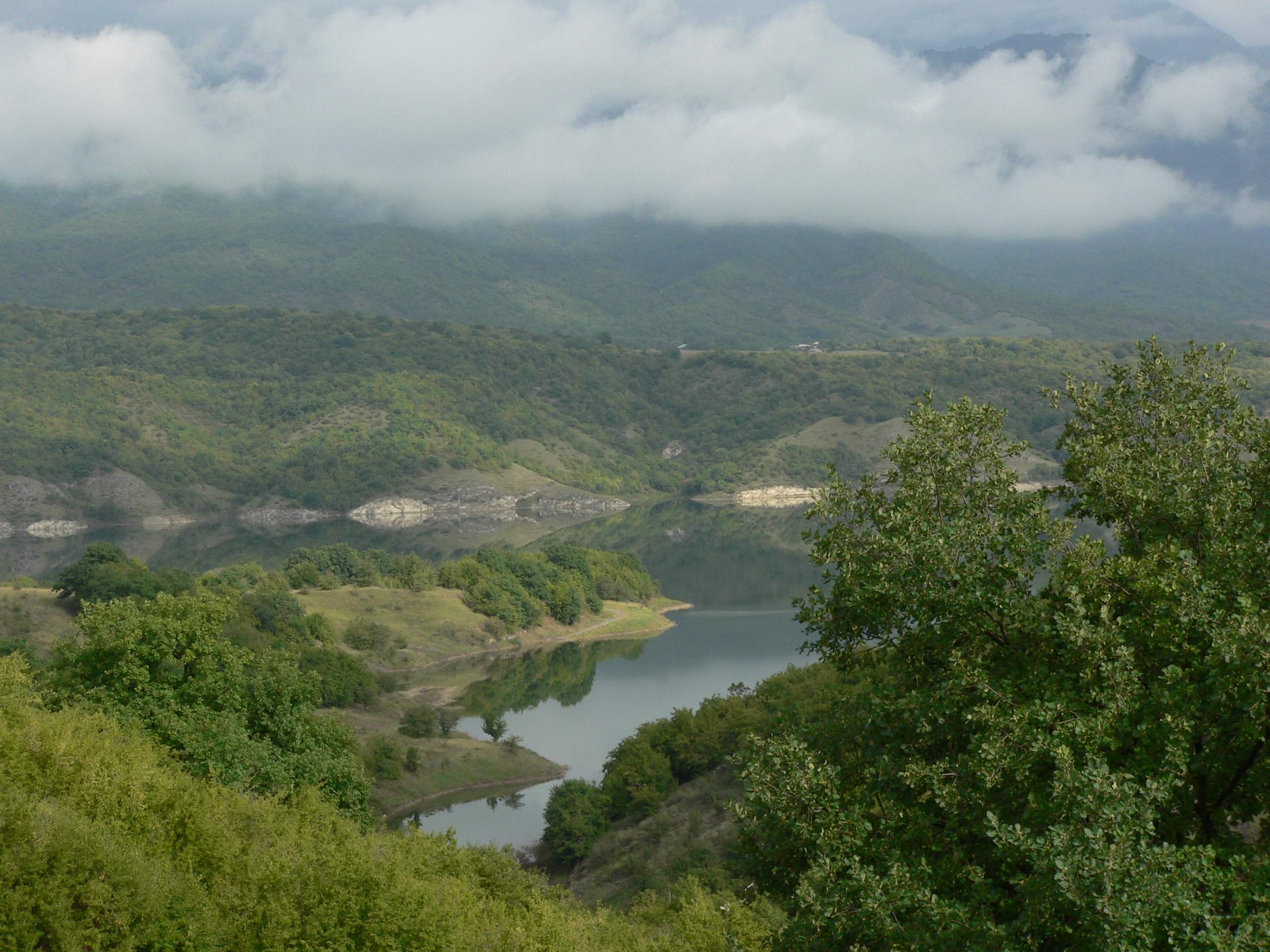
薩珊水庫

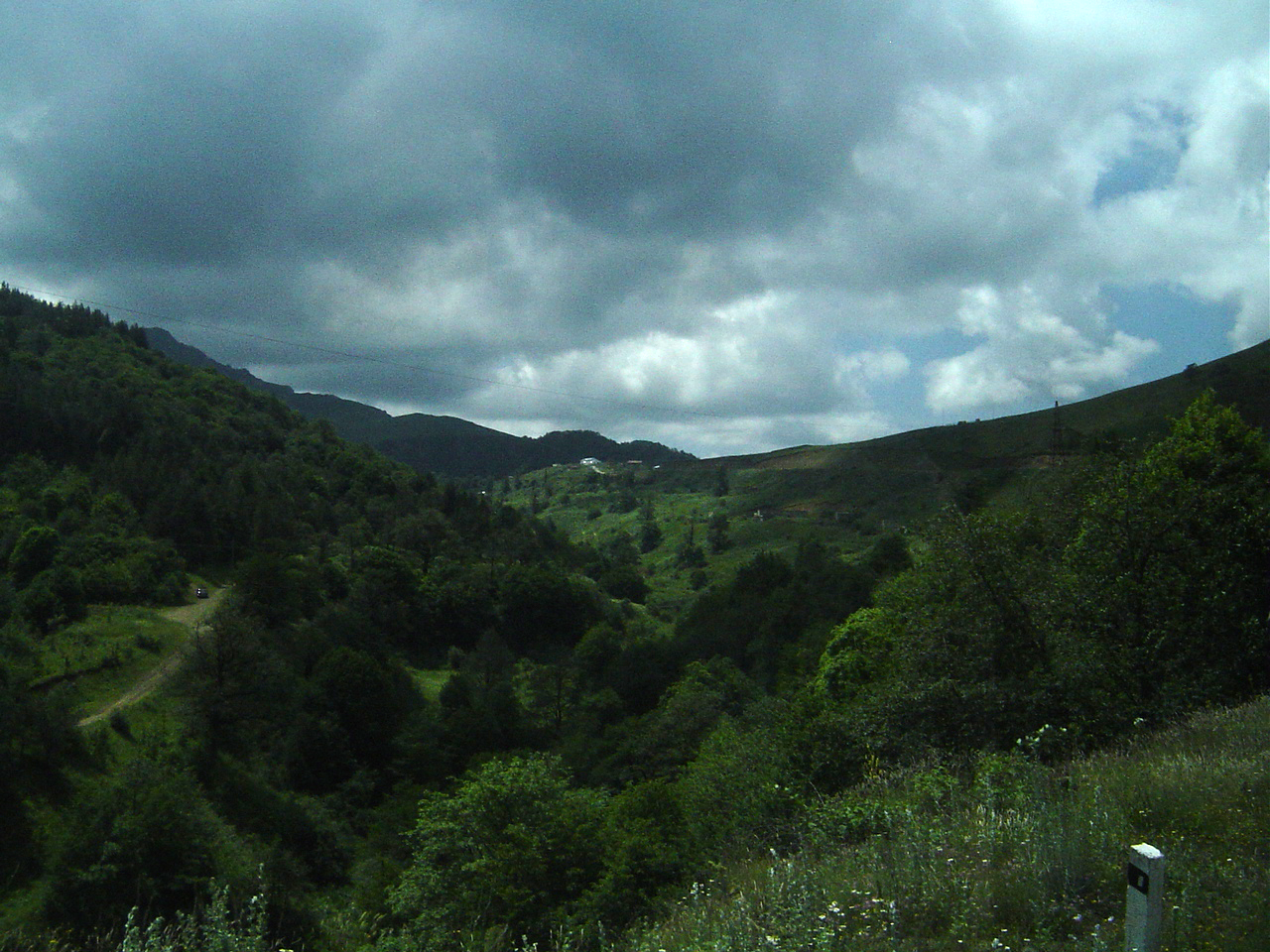
納戈爾諾-卡拉巴赫密佈森林的山區一景

納戈爾諾-卡拉巴赫總面積4,400平方公里。大約有一半的納戈爾諾-卡拉巴赫地勢超過950公尺海拔。納戈爾諾-卡拉巴赫的邊界輪廓像一顆菜豆，其東側略有凹陷。它的北部邊緣及西部有高的山脊，南部多山地。菜豆的凹陷部分是一個相對平坦的谷地，豆子的兩側，也就是馬爾塔克爾特、馬爾圖尼兩省，也擁有平坦的土地。其他較平坦的谷地存在於薩珊水庫、哈德魯特與南部一帶。整個地區平均海拔1,100公尺。知名的山峰包括位於邊界的穆洛夫達格山與位於舒沙區、哈德魯特區交界地帶的大克爾斯山（Great Kirs）。現代納戈爾諾-卡拉巴赫的領土只是歷史上卡拉巴赫地區的一部分，後者座落於庫拉河、阿拉斯河與現代亞美尼亞-亞塞拜然邊界之間。現代納戈爾諾-卡拉巴赫的範圍是上卡拉巴赫的大部分地區。
納戈爾諾-卡拉巴赫的環境變化由庫拉河岸低地的乾草原，經較矮山坡地的櫟屬、鵝耳櫪屬與水青岡屬濃密森林，到較高處的樺木與高山草原。該地區擁有豐富的礦泉，以及鋅、煤、鉛、金、大理石與石灰岩礦床。該地區主要的城市有納戈爾諾-卡拉巴赫共和國首者斯捷潘奈克特，以及部分已成廢墟的舒沙。葡萄園、果樹園與蠶業用桑樹園在河谷地帶頗為興盛。

## 交通
| 地點         | ICAO | FAA  | IATA | 機場名稱         | 座標                                          |
| 斯捷潘奈克特 |      | UB13 |      | 斯捷潘納克特機場 | 39°54′05″N 46°47′13″E / 39.90139°N 46.78694°E |

在蘇聯期間，葉夫拉赫－阿格達姆－漢肯德（斯捷潘奈克特）航線用來連結納戈爾諾-卡拉巴赫自治地區與亞塞拜然的其他主要部分。納戈爾諾-卡拉巴赫戰爭與阿格達姆遺棄以後，今日該航線僅服務葉夫拉赫與科特爾帕拉格之間，沒有任何當前納戈爾諾-卡拉巴赫共和國的區段，而且科特爾帕拉格與斯捷潘奈克特之間的前鐵路也幾乎全毀。
昔日行經（提比里斯－久姆里－）葉里溫－納希契凡－霍拉迪茲－希爾萬（－巴庫）的主要鐵路當中，奧爾杜巴德與霍拉迪茲之間有一段是落於納戈爾諾-卡拉巴赫共和國境內，另有一段支線是由明奇凡通往亞美尼亞城市卡潘。今日亞塞拜然的火車僅通到霍拉迪茲。奧爾杜巴德－霍拉迪茲路段已經毀壞，所以納戈爾諾-卡拉巴赫共和國境內並無完好無缺且可運行的鐡路。納希契凡自治共和國內部的鐵路仍然運行中，但與亞塞拜然本土的路線無法連通，僅有的對外連結是通往伊朗。